# Zračna luka Köln Bonn
Zračna luka Köln/Bonn (njemački: Flughafen Köln/Bonn, poznata i kao Konrad-Adenauer-Flughafen ili Flughafen Köln-Wahn) (IATA: CGN, ICAO: EDDK) je međunarodna zračna luka koja se nalazi u njemačkoj u naselju Porz blizu granice grada Kölna i okružena je prirodnim rezervatom Wahner Heide. Zračna luka je smještena u regiji Köln/Bonn 14,8 km jugoistočno od centra grada Kölna i 16 km sjeveroistočno od Bonna. Šesta je po veličini zračna luka u Njemačkoj i jedna od rijetkih koja je otvorena 24-sata na dan. 